# Monochamus maruokai
Monochamus maruokai là một loài bọ cánh cứng trong họ Cerambycidae.